# 帚枝百合属
帚枝百合属（学名：Corynotheca）是阿福花科萱草亚科中的一个属，是种草本植物，于1878年首次被描述为一个属。整个属都是澳大利亚特有的。

## 下属物种
本属共有6个种：
1. Corynotheca asperata R.J.F.Hend - 西澳大利亚、北领地
2. Corynotheca flexuosissima R.J.F.Hend. - 西澳大利亚
3. 帚枝百合 Corynotheca lateriflora (R.Br.) F.Muell. ex Benth. - 北领地
4. Corynotheca licrota R.J.F.Hend. - 北领地、昆士兰、新南威尔士、维多利亚、南澳大利亚
5. Corynotheca micrantha (Lindl.) Druce - 北领地、昆士兰、西澳大利亚、南澳大利亚
6. Corynotheca pungens R.J.F.Hend. - 西澳大利亚